# Двопалатний парламент
Двопалатний парламент (Бікамералізм; Бікамеральна або Двопалатна система) — структура парламенту (а іноді й інших представницьких органів), при якій він складається з двох палат.
Палати парламенту розрізняються за складом, порядком формування, повноваженнями. Як правило, одна з палат є верхньою, інша — нижньою. Це означає, що закони спочатку приймаються нижньою палатою, а потім надходять на ухвалення верхньою. Верхня палата зазвичай не має права вносити в закон зміни, її завдання — прийняти або відхилити його.
На практиці це призводить до того, що політично важливішою є нижня палата, оскільки в ній відбувається основне обговорення кожного законопроєкту. Крім того, зазвичай саме перед нижньою палатою звітує уряд країни. В той же час якщо у Президента або голови уряду є право розпустити парламент, воно, як правило, розповсюджується лише на нижню палату. Проблема структурної організації парламентів становить одну з центральних складових теорії парламентаризму. Від її вирішення залежать ефективність діяльності цього органу державної влади, його професійність, характер представництва в ньому, законодавчий процес тощо. У цьому контексті одним із найважливіших структурно-організаційних питань, що пов'язані з процесом функціонування парламентів, є питання щодо визначення оптимальної кількості в ньому палат.

## Історія формування бікамералізму

Країни з двопалатним парламентом.
Країни з однопалатним парламентом.
Країни без парламенту.

До початку ХІХ ст. верхні палати парламентів мали аристократичний характер і формувалися шляхом призначення чи шляхом наслідування. Перші виборні верхні палати з´явилися в Європі у першій половині ХІХ ст. Ними стали Сенат у Бельгії (1831 р.) та Перша палата Нідерландів (1815 р). На думку В. Шаповала, головною ознакою побудови парламентів значної кількості зарубіжних країн є їх двопалатність або бікамералізм [1]. Бікамералізм є домінуючою родовою ознакою структури сучасних європейських парламентів, за винятком таких країн: Швеція, Данія, Португалія, Греція, Люксембург, Угорщина, Північна Македонія, Болгарія, Словаччина, Литва, Естонія, Латвія. У державах Латинської Америки та Карибського басейну діє приблизно рівна кількість однопалатних та двопалатних парламентів. Дві палати мають законодавчі органи Аргентини, Бразилії, Болівії, Гаїті, Колумбії, Венесуели, Мексики, Парагваю, Уругваю, Чилі, Ямайки, Домініканської Республіки.

## Критика ідеї бікамералізму
Нині існують всі підстави для того, щоб говорити про наявність двох основних моделей організації парламентів: двопалатні та однопалатні парламенти.
Двопалатність як основна тенденція, чи основна ознака сучасних парламентів, у світі не є домінуючою. А тому однопалатність не слід розглядати як своєрідне відхилення від загального правила. У цьому сенсі варто вести мову про фактор політико-правової «доцільності», який враховується при визначенні моделі організації парламентів, а також про вплив політико-правових традицій у тій чи іншій державі.
Більш поширеною теорією щодо класифікації зв´язку форми держави із застосуванням однієї з моделей організації парламенту є орієнтація на встановлення зв´язку між формою державного устрою та формою організації парламенту. У цьому сенсі, як правило, застосовується така формула: федеративній державі відповідає двопалатна модель парламенту, а унітарній — однопалатна.
Для переважної більшості федеративних держав двопалатний парламент вважається майже обов'язковою ознакою. Такий зв'язок федеративного устрою з двопалатними парламентами пояснюється тим, що ідея розподілу парламенту на дві палати багато в чому була зумовлена намаганням поєднати в одному представницькому органі загальнонаціональні інтереси та інтереси суб'єктів федерації, чи забезпечити, як правило, характерну для федерацій подвійну участь народного представництва.
Ще більше питань щодо правомірності застосування наведеної вище формули виникає у разі звернення до практики використання моделі двопалатних парламентів в унітарних державах. Так, багато держав, які на конституційному рівні проголошено унітарними, вже тривалий час мають двопалатні парламенти. Найбільш показовим прикладом такої політико-правової конструкції «унітарна держава — двопалатний парламент» може бути Велика Британія, Франція, Італія, Іспанія, Норвегія, Польща та ін.
Таке звернення до світової практики парламентаризму є особливо актуальним у сучасних вітчизняних умовах, оскільки, висуваючи аргументи проти двопалатної моделі організації парламенту в Україні, доволі часто застосовують тезу щодо несумісності унітарного державного устрою з двопалатністю [2]. Але таке доведення неможливості співіснування принципів унітаризму та парламентської двопалатності, власне, суперечить об'єктивним політико-правовим фактам.
Ще одним підходом, який встановлює певну політико-правову залежність між формою держави та моделлю організації парламенту, є той, що ґрунтується на встановленні взаємозв'язку між структурою парламенту та типом політичного режиму. Однак з усіх зазначених вище він є найбільш вразливим для критики. Дійсно, парламентаризм є невід'ємною частиною демократичного політичного режиму. Але з цього аж ніяк не випливає, що ту чи іншу модель організації парламенту можна визначити як більш демократичну.
Говорячи про наявність двох типів структурної організації парламентів, на наше переконання, було б змістовною помилкою прагнути окреслити один із них як більш, а другий — як менш демократичний.

## Ідея бікамералізму в Україні

### Історичні двопалатні парламенти в Україні
Двопалатний парламент був у Речі Посполитій. Також  двопалатний парламент був Україні у 1918 році у період правління Гетьмана Павла Скоропадського.

### Двопалатний парламент в дискурсі сучасних українських політиків
Проблема запровадження двопалатного парламенту в Україні має свою попередню історію. Починаючи з перших років незалежності ідея бікамералізму неодноразово обговорювалася як можлива модель взаємовідносин між центром та регіонами.
Наприклад, можливості створення двопалатного парламенту аналізувалися ще у квітні 1992 року на одному із засідань комісії з розробки Конституції України, яка «дійшла висновку, що доцільно назвати орган законодавчої влади „Національні збори“, віддати перевагу двопалатній структурі парламенту, обидві палати якого обиралися б на однаковий строк» («Голос України», 25 квітня 1992 р.). Крім того, за часів президентства Леоніда Кравчука було створено сім варіантів двопалатних конституційних проєктів, один з яких було винесено на всенародне обговорення. Спроби створення двопалатного парламенту проявлялися у низці законопроєктів. Згідно з одним з них, майбутній парламент мав бути двопалатним і складатися із Сенату і Палати представників.
Вибори Сенату мали би проводитись по 27 виборчих округах, від кожного з яких за мажоритарною системою обиратимуться два депутати. Палата ж представників повинна б формуватися з 200 депутатів, обраних за партійними списками. Але ідеї двопалатності в партійному та й у депутатському корпусі традиційно мали набагато більше опонентів ніж прихильників.
Наприкінці 1995 політичного року оголошувалося, що робоча група Конституційної комісії завершила проєкт нової Конституції країни, який було передано до розгляду Конституційної комісії. Один із пунктів ‑ створення двопалатного парламенту ‑ Національні збори або Верховна Рада, яка складається з Палати депутатів та Сенату.
Слід зазначити, що двопалатність тоді лобіювалася представниками місцевих управлінських та політичних еліт. Це було пов'язано з намаганням закріпити в майбутній Конституції інститут місцевого самоврядування та зробити майбутній парламент двопалатним, сподіваючись, що одна з палат буде представляти там регіональну еліту. Але, як правило, ці пропозиції мали переважним чином економічно вмотивований характер з елементами дієвого легального впливу на процес формування центральної політики щодо регіонів. Втім все ж таки 28 травня 1996 року, коли розпочався розгляд проєкту Конституції у першому читанні, Верховна Рада ухвалила рішення про однопалатний парламент. Як відомо, дискусії оновилися під час чергової політичної кризи 2000 року, коли 16 квітня було проведено доволі маніпулятивний референдум за народною ініціативою. Причина — протиріччя між гілками влади та їхні повноваження. Але Референдум 2000 року не мав доленосних наслідків для впровадження політичної реформи і не став підставою для конституційних змін. У той же час про необхідність формування двопалатного парламенту в країні тоді висловилося близько 82 %.
Таким чином, історія питання двопалатності свідчить, що в країні так і не була проведена повноцінна дискусія щодо доцільності реформування парламенту в даному напрямку, тим паче не досягнуто консенсусу ані на рівні еліт, ані на рівні регіонів.[4]

### Ризики та проблеми запровадження двопалатного парламенту для України
Класична модель двопалатності передбачає формування верхньої палати за територіальним або регіональним представництвом і нижньої палати ‑ за політичним або індивідуальним депутатським представництвом. Як правило, ця модель найбільш притаманна федеративному устрою держав і практично найбільш відповідає вимогам законодавчого їх забезпечення. Враховуючи унітарність України, застосування такої моделі призведе до інституціонального конфлікту форми і змісту, бо вони в жодному разі не будуть збігатися, що в свою чергу неминуче призведе до пошуку нових компромісних моделей двопалатності.
Одним із ключових питань є проблема розподілу повноважень, сфер та зон відповідальності, які залежатимуть від того, яку республіку буде мати країна: парламентську, президентську або змішану, з якими повноваженнями будуть президент, парламент та уряд.
В умовах нинішньої політичної взаємної нетерпимості з боку всіх політичних сил це може стати повним колапсом законотворення. Відповіді на ці питання є актуальними тому, що нинішня конфігурація політичної системи не сприяє адекватному представництву регіональних інтересів, не створює баланс інтересів між різними політичними гравцями.
Структура парламенту є однією з важливих характеристик як самого парламенту, так і держави загалом, що справляє досить значний вплив на рівень ефективності діяльності вищого представницького органу держави, його здатність відображати соціальні і політико-територіальні впливи, які існують у суспільстві. Верховна Рада України може складатися з двох палат: верхньої та нижньої.
Нижня палата створюється за пропорційною системою обрання депутатів від політичних партій та їх блоків, і її основною функцією є стратегічне спрямування розвитку держави та відповідність цьому спрямуванню законодавчих актів. Верхня палата створюється за принципом представництва існуючих в суспільстві інтересів територій. І її основною функцією є тактичне спрямування законодавчих актів на реалізацію суспільно значимих інтересів громад, а також як механізм противаги політичному волюнтаризму окремих політичних сил, які представлені у нижній палаті парламенту.
Така модель двопалатності, при якому нижня палата парламенту узгоджує і схвалює законодавчі акти до розгляду, а верхня палата їх розглядає і приймає, надає ефективної дієвості процесу державотворення. Це обумовлено тим що:
1. наявність нижньої палати не дозволяє зашкодити суспільному інтересу при прийняті нових правил і норм;
2. верхня палата спрямовує їх на досягнення стратегічних цілей без погіршення існуючого стану суспільства.